# مهران أباد
مهران أباد (بالفارسية: مهران‌آباد) هي قرية تقع في قسم دة عباس الريفي (مقاطعة اسلام شهر) في إيران. يقدر عدد سكانها بـ 254 نسمة بحسب إحصاء 2016.